# Syberia

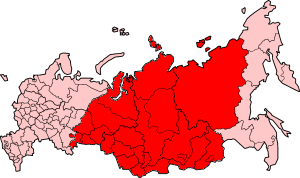
Obszar Syberii w ujęciu geograficznym

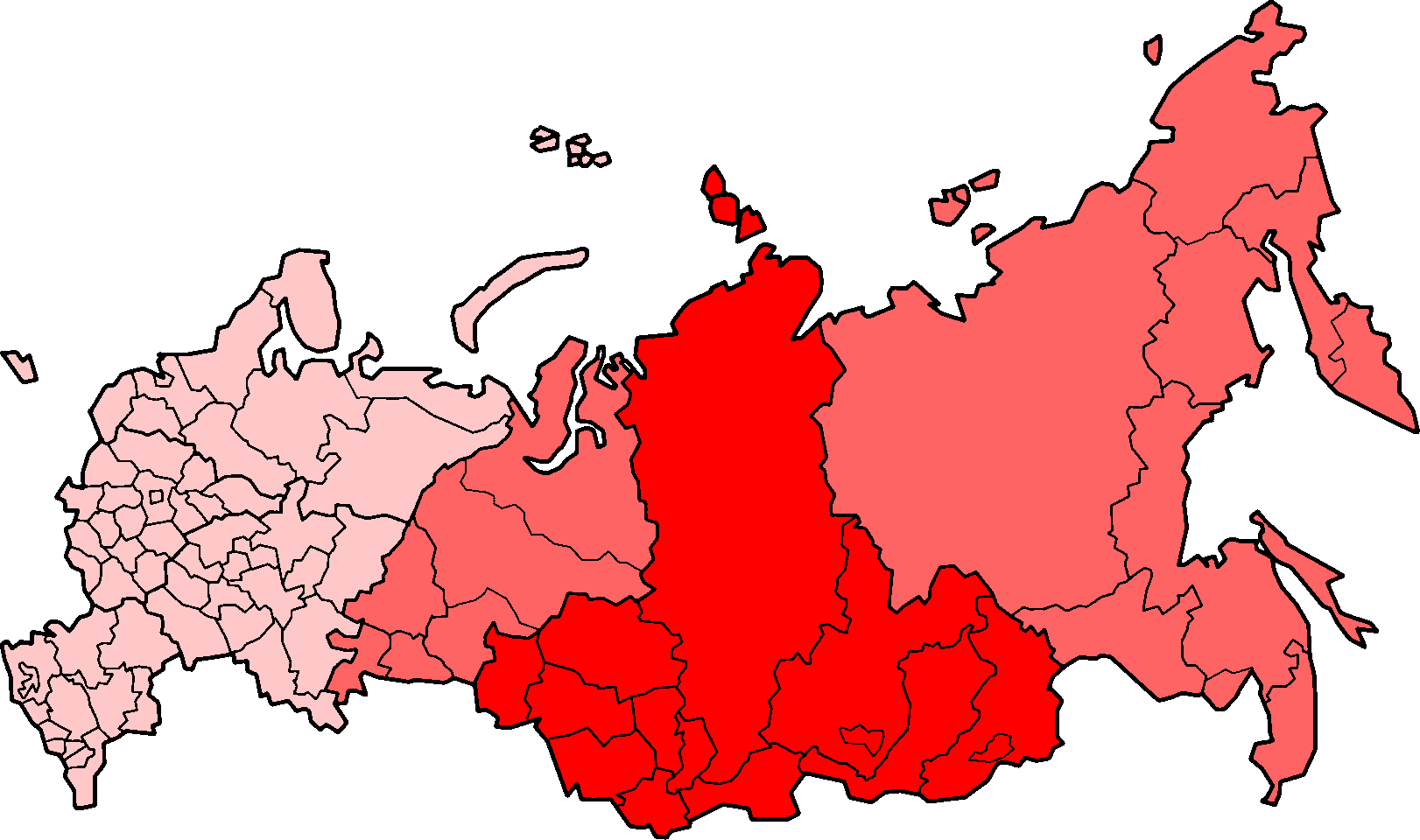
Obszar Syberii w ujęciu historycznym i potocznym (na ciemnoczerwono – Syberyjski Okręg Federalny)

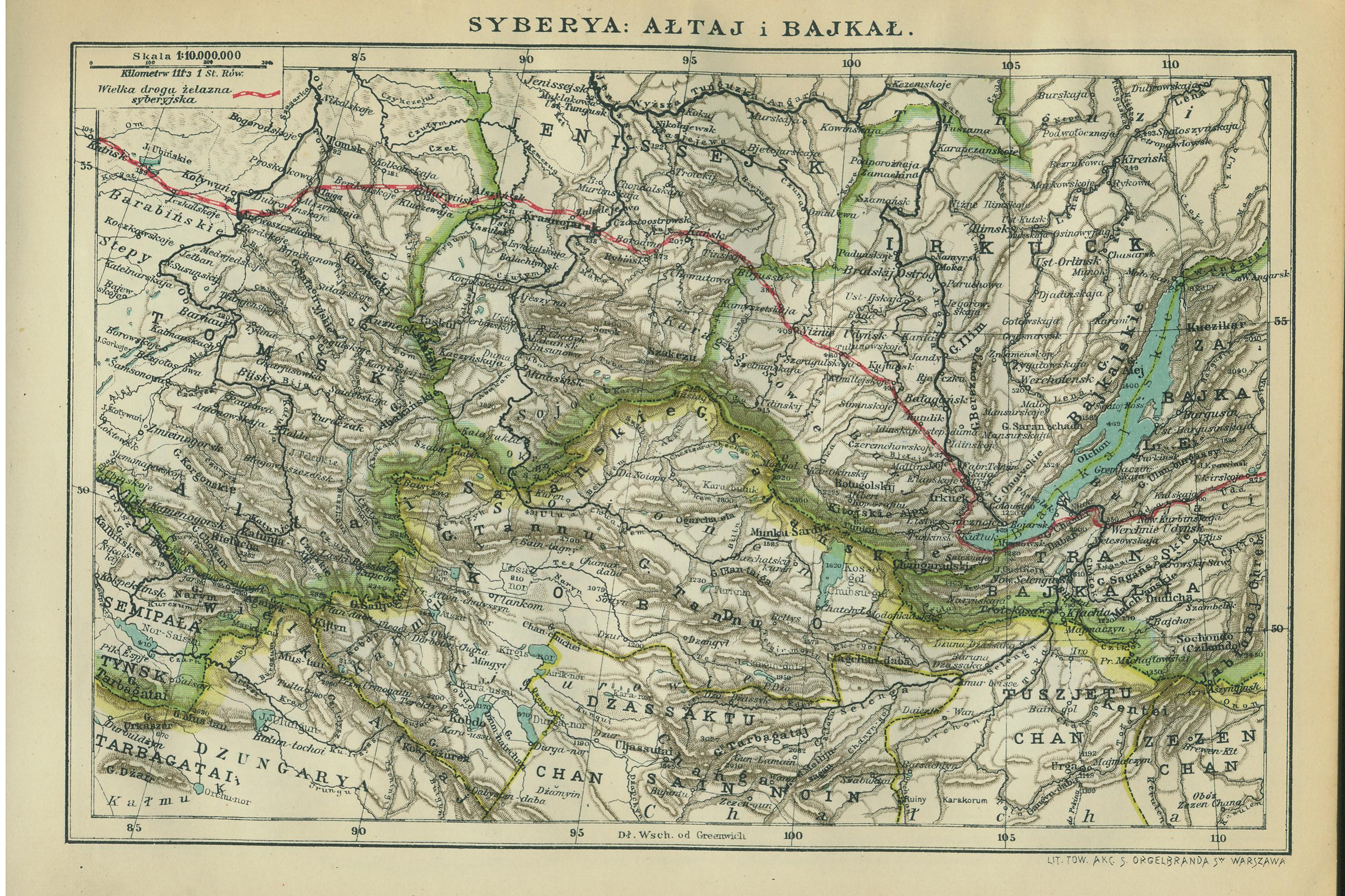
Rejon Ałtaju i jez. Bajkał, mapa z 1903

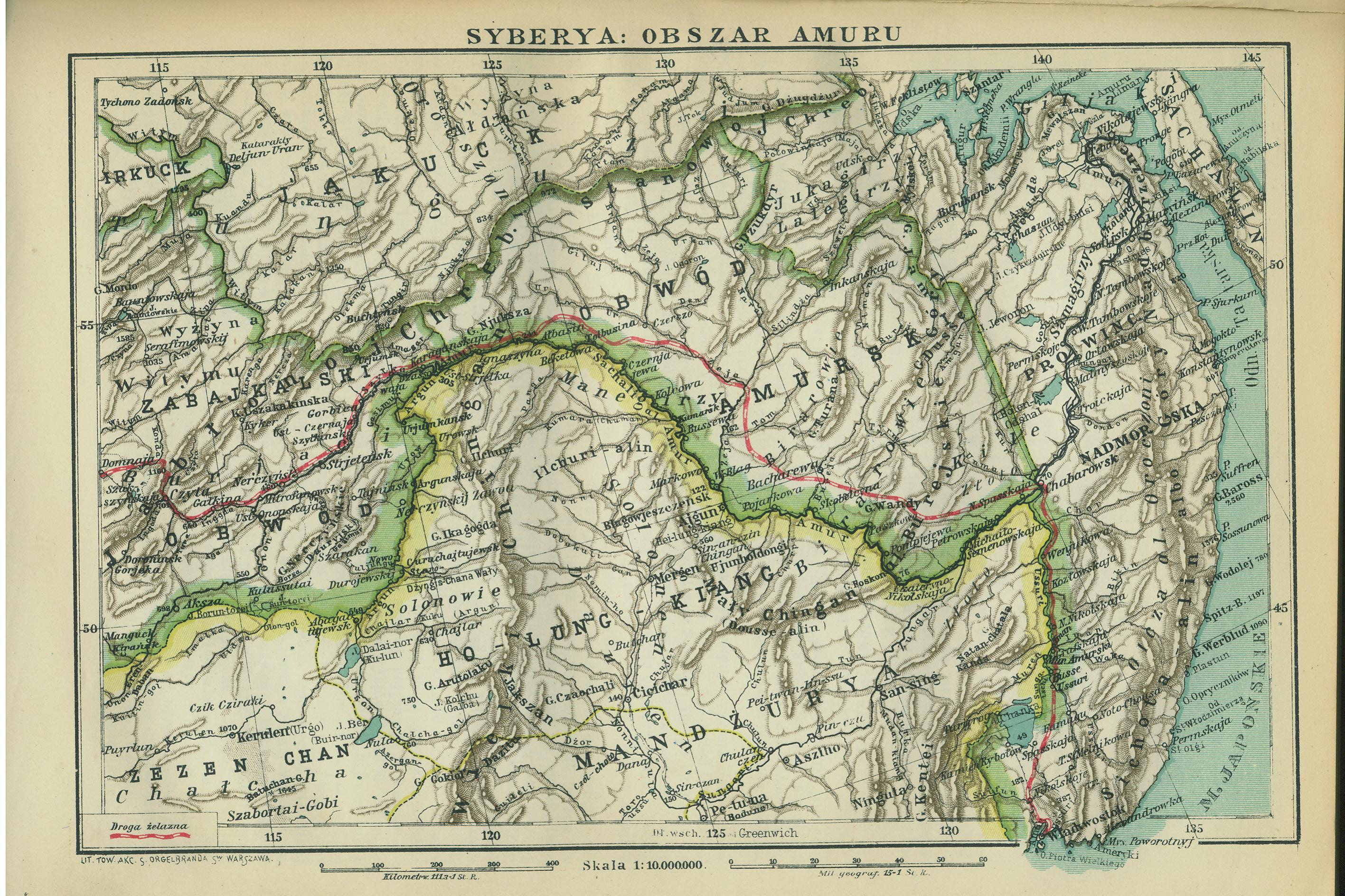
Rejon rzeki Amur, mapa z 1903

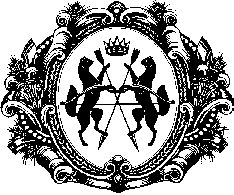
Herb Syberii z czasów Imperium Rosyjskiego

Syberia (ros. Сибирь, Sibir’ ) – kraina geograficzna w północnej Azji, wchodząca w skład Rosji, położona między Uralem na zachodzie, Oceanem Arktycznym na północy, działem wód zlewisk Oceanu Arktycznego i Spokojnego na wschodzie, oraz stepami Kazachstanu i Mongolii na południu. W ujęciu historycznym (oraz potocznym w Rosji) do Syberii należy również rosyjski Daleki Wschód.
Powierzchnia Syberii w zależności od przyjętego przebiegu jej wschodniej granicy to około 10 lub 12,7 mln km².

## Nazwa
Geneza słowa Syberia (Sybir) nie jest jednoznaczna i pewna. Łączono tę nazwę z etnonimami „Sabir” i „Seber” określającymi nieznane plemiona Hunów lub z plemieniem „Suwar” mieszkającym w VI wieku n.e. w środkowym biegu rzeki Irtysz.
Inne tłumaczenie łączyło się z przyrodą. Tunguskie słowo sibur oznacza błoto, bagno, trzęsawisko; mongolskie sziber lub sziwir określa zarośla nad rzekami, buriackie sibjer oznacza groźnego psa, a sabr, sibr lub subr szarego wilka.
Inną bardzo prawdopodobną wersją jest pochodzenie słowa Sybir od nazwy stolicy Chanatu Syberyjskiego podbitego w 1585 roku przez Rosjan – Isker.

## Położenie
Według poglądów przeważających w polskiej nauce Syberia rozciąga się od Uralu na zachodzie, do granicy działu wodnego Oceanu Spokojnego na wschodzie i od brzegów Oceanu Lodowatego na północy, do stepów Kazachstanu i północnych granic Mongolii i Chin na południu.

### Podział administracyjny
W skład Syberii wchodzą następujące jednostki podziału terytorialnego Rosji:
- Republika Jakucji (Sacha)
- Republika Buriacji
- Republika Tuwa
- Republika Ałtaju
- Republika Chakasji
- Kraj Ałtajski
- Kraj Krasnojarski
- Kraj Zabajkalski
- Chanty-Mansyjski Okręg Autonomiczny – Jugra
- Jamalsko-Nieniecki Okręg Autonomiczny
- obwód tiumeński

- obwód omski
- obwód nowosybirski
- obwód tomski
- obwód irkucki
- obwód kemerowski

Rzeka Amur w Chabarowsku

Tereny te (oprócz Jakucji) wchodzą w skład Syberyjskiego Okręgu Federalnego; Jakucja jest częścią Dalekowschodniego Okręgu Federalnego

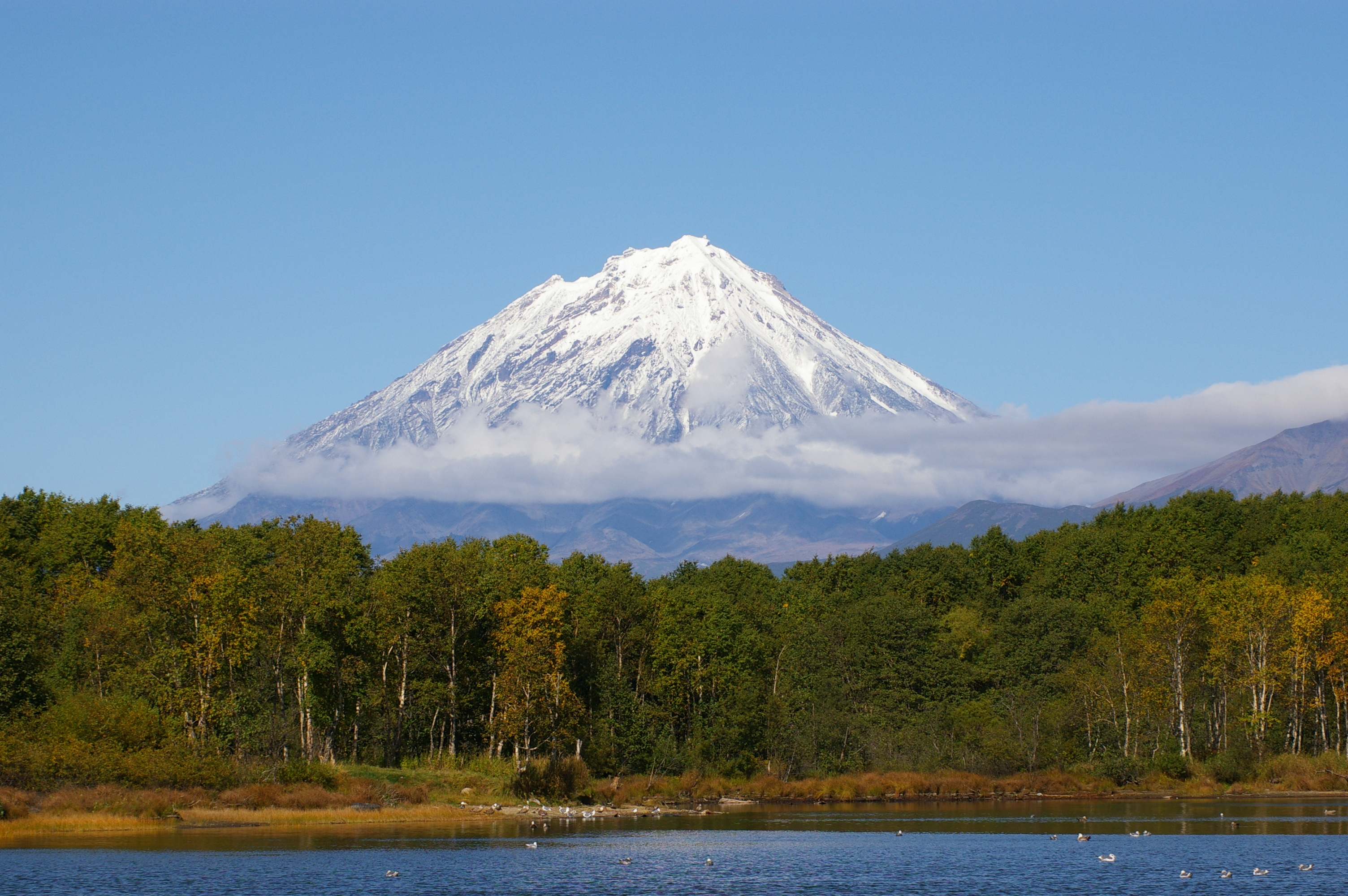
Półwysep Kamczatka

Zakładając, że Syberia obejmuje Daleki Wschód, do tego wyliczenia należy dodać:
- obwód amurski
- obwód magadański
- obwód sachaliński
- Żydowski Obwód Autonomiczny
- Czukocki Okręg Autonomiczny
- Kraj Chabarowski
- Kraj Kamczacki
- Kraj Nadmorski

Tereny te składają się na Dalekowschodni Okręg Federalny.

## Geografia i przyroda

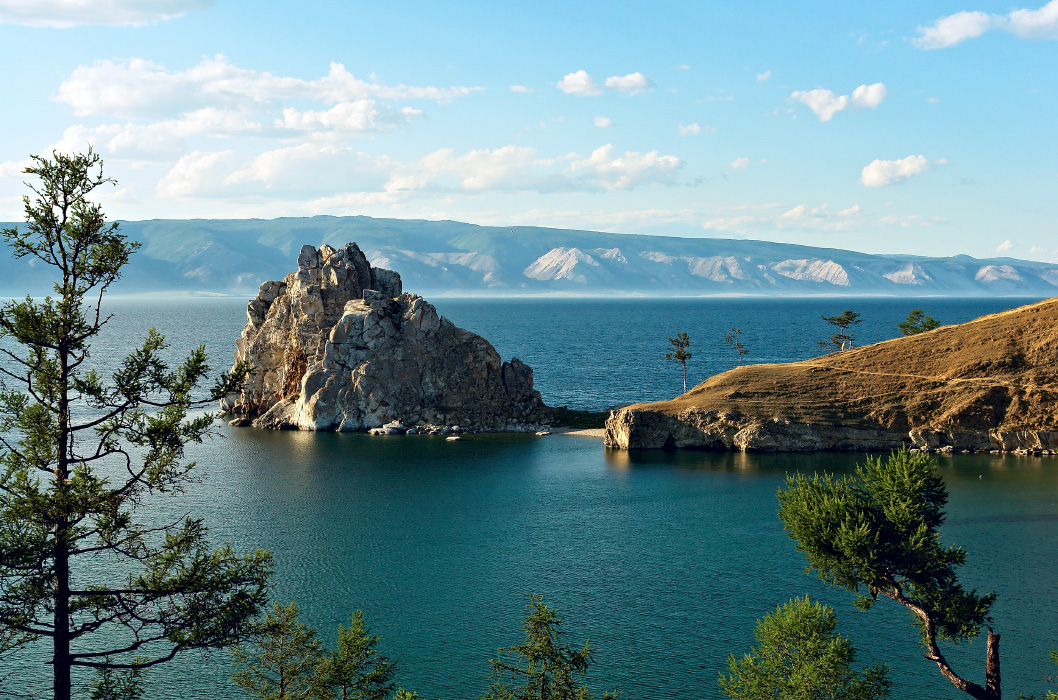
Jezioro Bajkał

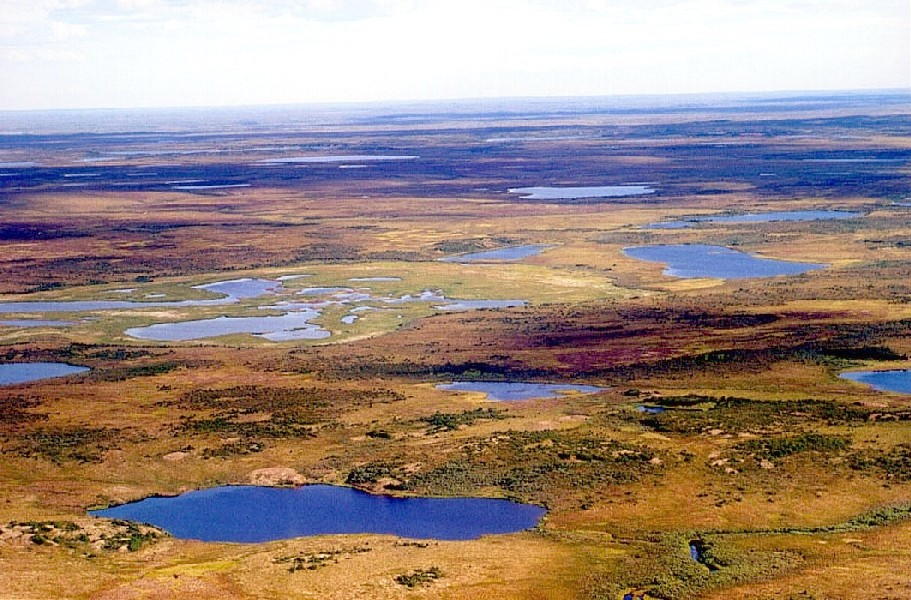
Tundra w pobliżu Dudinki

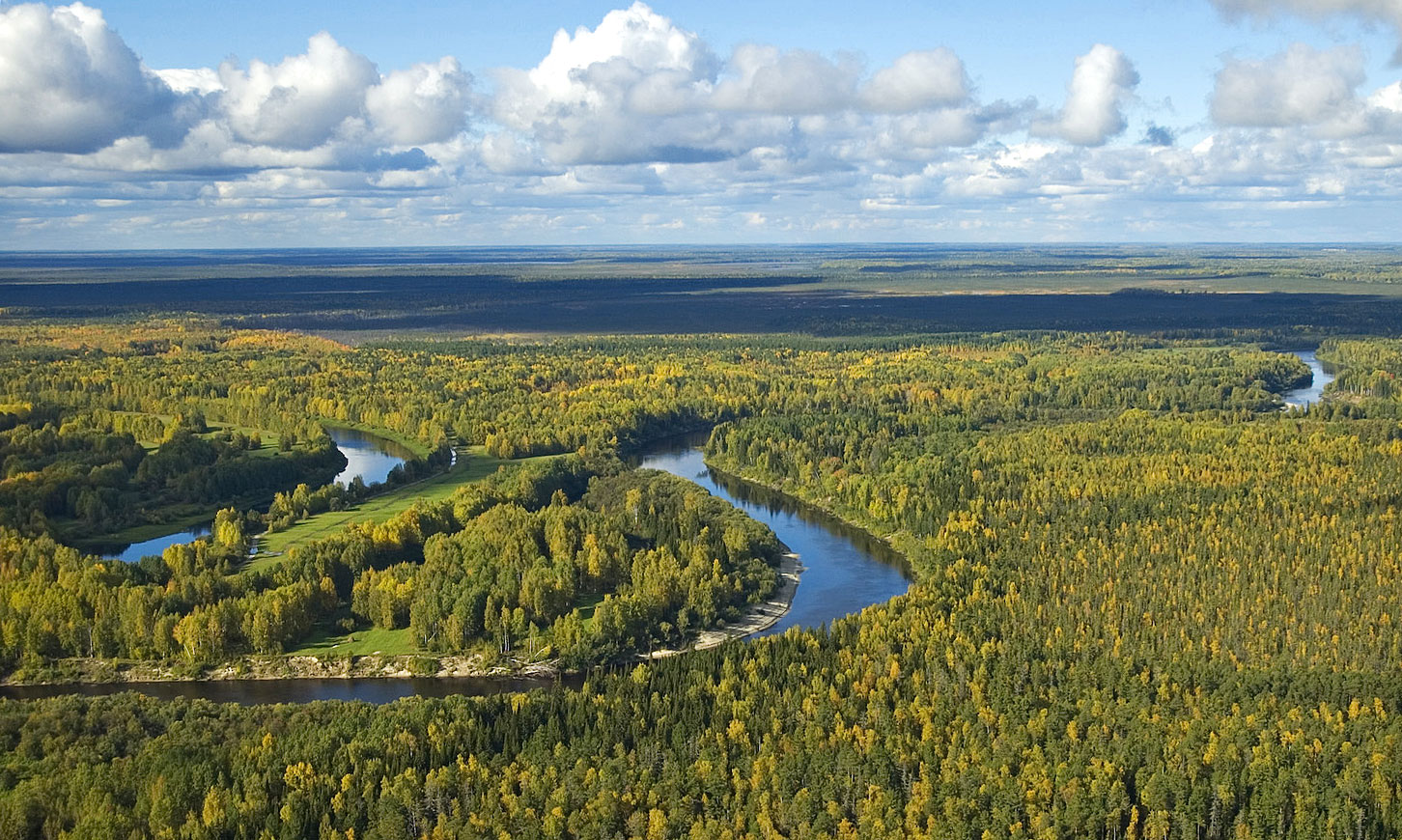
Nizina Zachodniosyberyjska

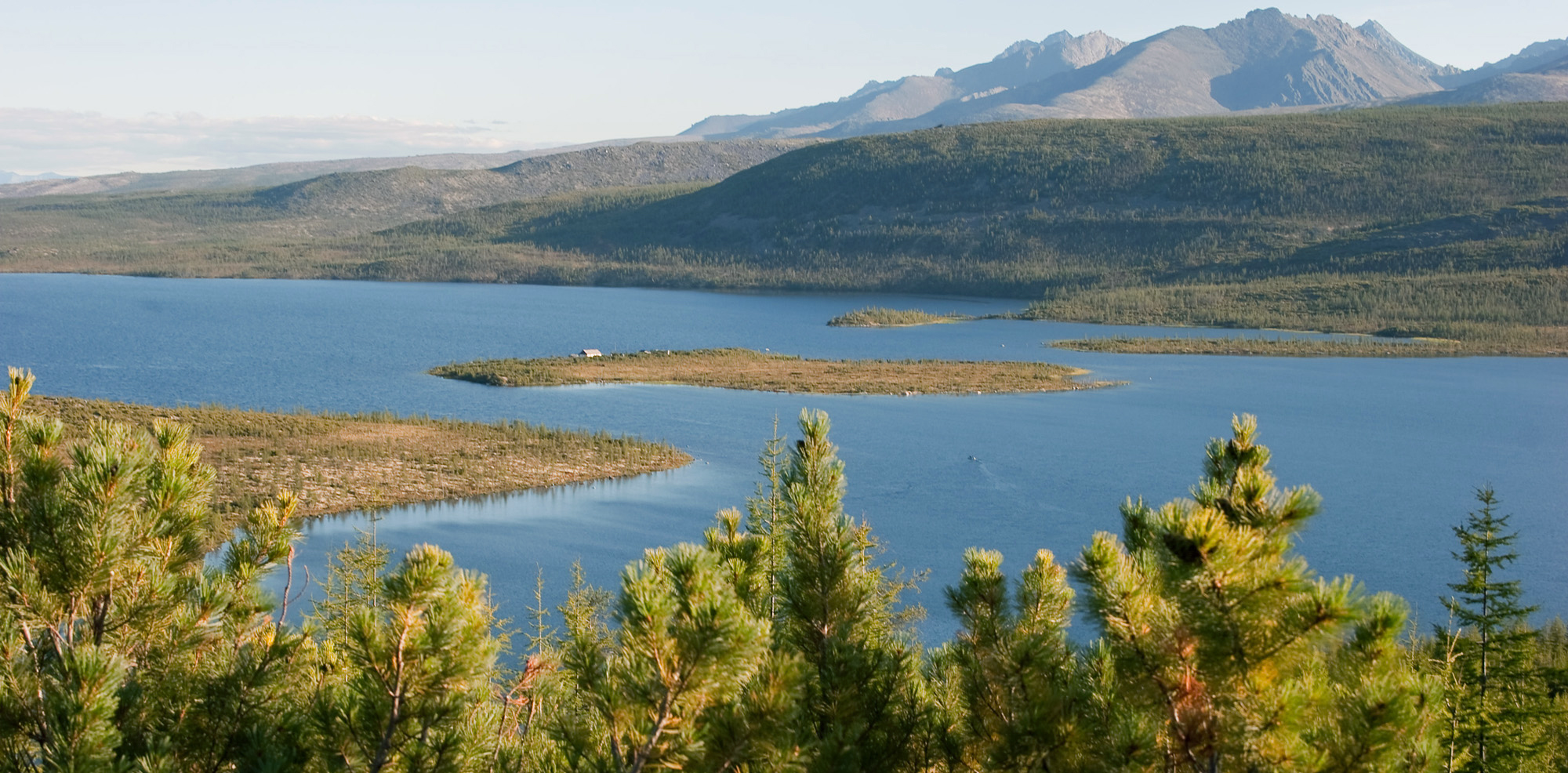
Tajga w okolicach Kołymy

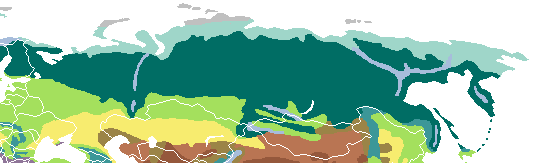
Szata roślinna Syberii, na ciemnozielono tajga

### Krainy geograficzne
Główne geograficzne regiony Syberii:
- Nizina Zachodniosyberyjska (średnia wysokość 120 m)
- Wyżyna Środkowosyberyjska
- góry południowej Syberii: Ałtaj, Sajany, Góry Bajkalskie, Góry Jabłonowe, Góry Stanowe
- góry północno-wschodniej Syberii: Góry Wierchojańskie, Góry Czerskiego, Góry Daurskie, Góry Kołymskie

### Rzeki
Większość rzek należy do zlewiska Oceanu Arktycznego. Najważniejszymi są: Ob, Jenisej, Lena, Angara, Irtysz, Jana, Indygirka i Kołyma.
Rocznie do oceanu oddają one 2500 km³ wody, z czego 80% w okresie letnim. Rzeki zasilane są głównie deszczami i śniegiem. Często wiosną wylewają. Syberyjskie rzeki zamarzają na okres od 5 miesięcy na południu do 8 miesięcy na północy. 100 tys. km rzek jest spławnych (żeglownych).
Występuje wielka liczba jezior. Większość stanowią drobne jeziorka w tajdze na Nizinie Zachodniosyberyjskiej. Największymi jeziorami są Bajkał i Tajmyr.

### Roślinność
Szata roślinna Syberii daje się podzielić na kilka równoleżnikowych pasów. Zaczynając od północy:
- pustynie arktyczne
- tundra
- lasotundra
- tajga
- lasostep (tylko na południowym zachodzie regionu)

Tajga, której pas ma szerokość 2–3 tys. km, jest najbardziej typowym syberyjskim krajobrazem. Dominują w niej drzewa iglaste, choć skład lasu waha się w zależności od regionu.

### Fauna
Fauna syberyjska jest bardzo zróżnicowana.
W tundrze dominują gryzonie – przykładem mogą być lemingi. Typowe ssaki to renifer i piesiec. Latem na północ przylatują ptaki wodne.
Bardziej bogata jest fauna tajgi. Typowymi ssakami tej strefy są: soból, wilk, łoś, lis, niedźwiedź, łasica, burunduk, jeleń Dybowskiego, piżmowiec syberyjski, wiewiórka syberyjska, tygrys syberyjski i lampart amurski. Występuje ponad 200 gatunków ptaków, a rzeki są bogate w ryby.

## Ludność

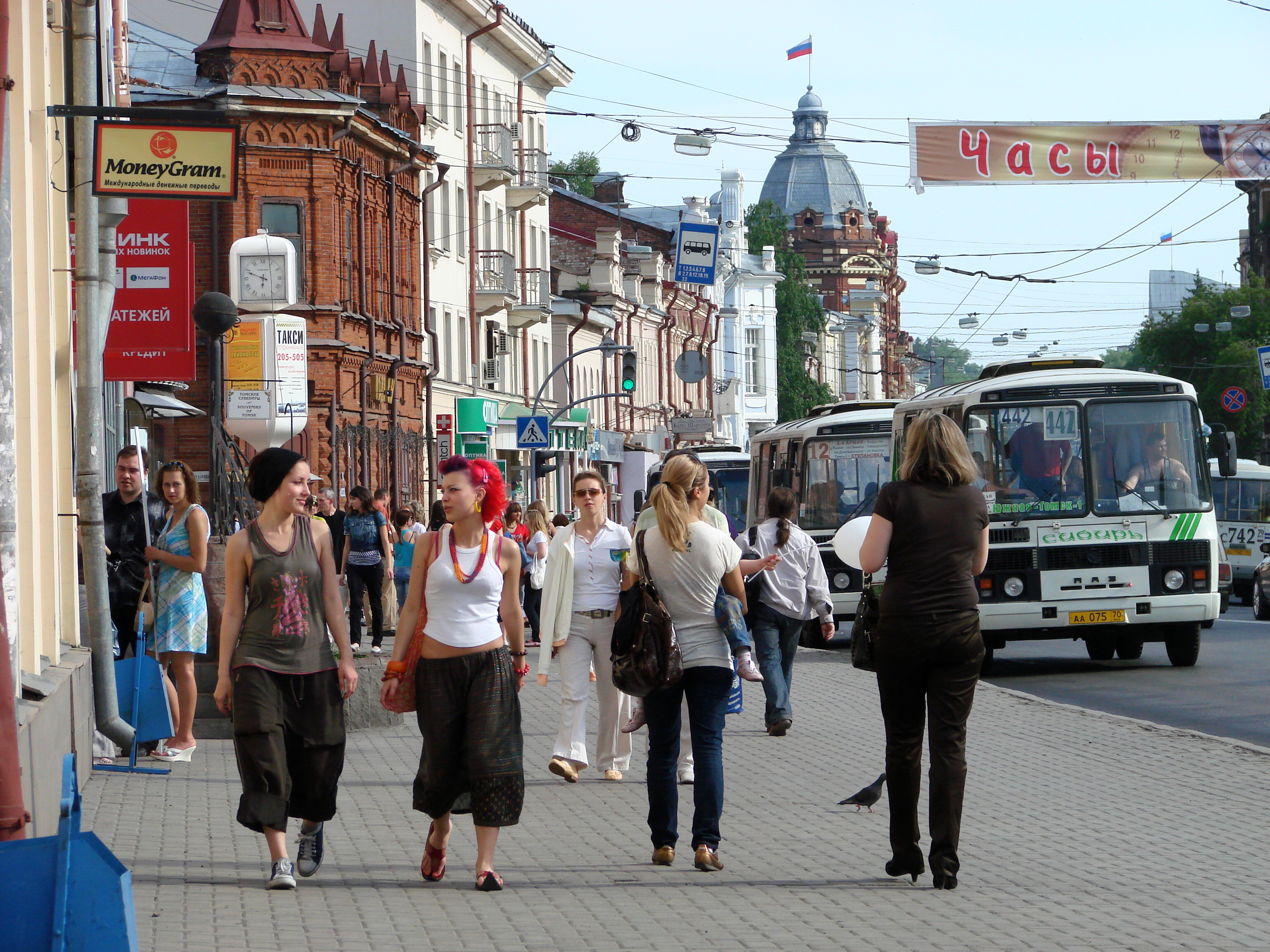
Tomsk

Do końca XVI wieku Syberia była słabo zaludniona, badacz radziecki Dołgich szacował liczbę miejscowej ludności w XVII w. (bez Rosjan) na 236 tys., w tym 28,5 tys. Jakutów, 27,3 tys. Buriatów, 17 tys. Tatarów, 16,7 tys. Turków ałtajskich. Po przyłączeniu jej do Rosji zaczął napływać potok ludności, który wydatnie się zwiększył po wybudowaniu Kolei Transsyberyjskiej (1905). Według spisu powszechnego Rosji, w 1897 r. na 5 760 169 mieszkańców Syberii, aż 84,9% reprezentowała ludność z europejskiej części Rosji, spośród której 95% stanowili Rosjanie. Wśród autochtonów (15,1%) najliczniejsi byli Buriaci (289 tys.) i Jakuci (226 tys.), 108 tys. liczyli Turcy ałtajscy, a 53 tys. Tatarzy. Ludność autochtoniczna dominowała wówczas tylko na samej północy i północnym wschodzie Syberii oraz guberni jakuckiej (87,5% tamtejszej populacji). 65% ludności mieszka w miastach. Na Syberii znajdują się 182 miasta, z czego 32 liczą ponad 100 tys. mieszkańców. Rosjanie, Ukraińcy i Białorusini stanowią łącznie 89% liczby ludności.
Od upadku ZSRR do połowy lat 2010. liczba mieszkańców okręgów syberyjskiego i dalekowschodniego zmniejszyła się z 21 mln do 18,5 mln ludzi.
Rdzenne ludy Syberii stanowią ok. 6% populacji.
Poza tym Syberię zamieszkują przedstawiciele innych narodowości. Pozostałe nierdzenne narody zamieszkujące Syberię to głównie Tatarzy, Kazachowie i Czuwasze.
| Rok                        | 1622 szac. | 1737 szac. | 1858 szac.     | 1897 ze spisu  | 1910 szac.     | 1914 szac. | 2002 ze spisu   | 2010 szac. |
| -------------------------- | ---------- | ---------- | -------------- | -------------- | -------------- | ---------- | --------------- | ---------- |
| Populacja                  | 196 tys.   | 528 tys.   | 2 mln 936 tys. | 5 mln 760 tys. | 8 mln 220 tys. | 10 mln     | 36 mln 275 tys. | 31 mln     |
| Ludność tubylcza [%]       | 88,3%      | 43,6%      | 22,1%          | 15,1%          | ?              | ?          | ?               | 6%         |
| Gęstość zaludnienia na km² | 0,015      | 0,041      | 0,2            | 0,45           | 0,64           | 0,78       | 2,8             | 2,44       |

### Ludność rdzenna

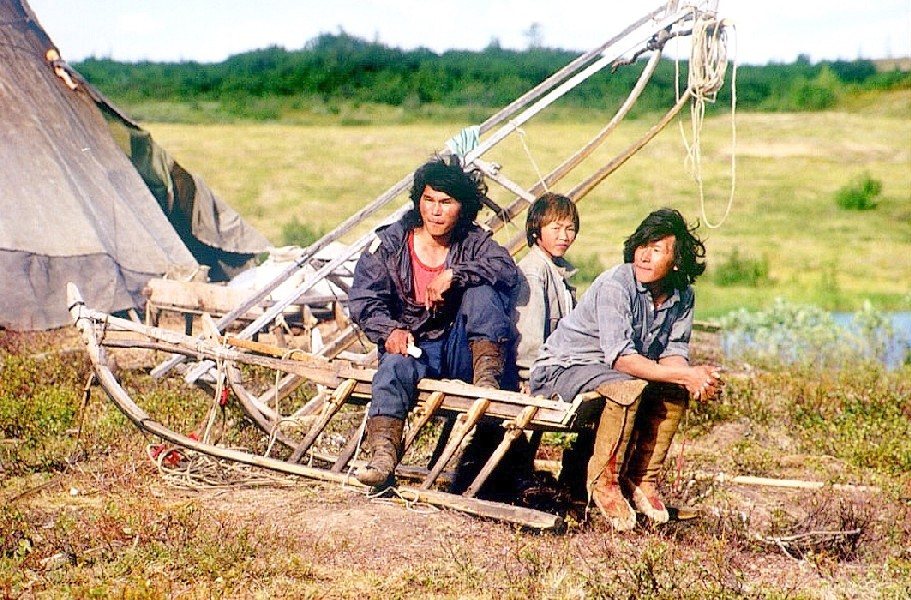
Nieńcy – jeden z najliczniejszych rdzennych ludów Syberii

Rdzenni mieszkańcy mieszkają głównie na ogromnych połaciach tajgi i tundry. Narody można podzielić według kryterium językowego:
- Do grupy ugrofińskiej zalicza się Chantów i Mansów, mieszkających między Uralem a Jenisejem.
- Do grupy samojedzkiej należą Nieńcy i Selkupowie, zamieszkujący tundrę na zachód od rzeki Chatangi oraz w tajdze w międzyrzeczu Obu i Jeniseju oraz Eńcy i Nganasanie.
- Do grupy turkijskiej zaliczani są: Ałtajczycy, Chakasi, Czełkacy, Czułymcy, Dołganie, Jakuci, Kumandyjczycy, Sojoci (Caatanie), Szorowie, Telengici, Teleuci, Tofalarzy, Tubalarzy i Tuwińcy. Zamieszkują głównie Jakucję oraz góry Ałtaju i Sajany w południowej Syberii.
- Buriaci (400 tys.) posługują się językiem należącym do grupy mongolskiej.
- Językami tungusko-mandżurskimi posługują się: Ewenkowie, Eweni, Udehejczycy, Nanajowie, Negidalowie, Orokowie, Oroczanie i Ulczowie. Zamieszkują właściwie całą Syberię.
- Językami paleoazjatyckimi mówią: Czukcze, Koriacy, Alutorzy, Czuwańcy, Kerekowie i Itelmeni i, wyodrębnieni z nich na spisie powszechnym z 2002 r., Kamczadałowie, zamieszkujący północny wschód regionu oraz Niwchowie, Jukagirzy i Ketowie, a także Aleuci i Eskimosi azjatyccy. Na Sachalinie być może pozostali jeszcze nieliczni Ajnowie.

## Historia

Chanat Syberyjski w XVI wieku

### Początki ekspansji moskiewskiej na Syberii
Pierwotnie Syberią określano obszar chanatu syberyjskiego. Państwo to zostało założone w 1495 roku przez Mahmeta, uciekiniera z jednego z państw powstałych na gruzach Złotej Ordy – Chanatu Tiumeńskiego. W tym okresie na Rusi tereny pod Uralem, po obydwu stronach masywu, określano inną nazwą: Jugra. Penetracji tego obszaru jako pierwsi podjęli się kupcy z Nowogrodu Wielkiego. W świetle źródeł już w XI wieku dotarli do Jugry, który w wieku kolejnym nominalnie sobie podporządkowali. Stał się on obiektem sporu między Nowogrodem a Wielkim Księstwem Moskiewskim, które stopniowo przejmowało wpływy nowogrodzkie pod Uralem. W 1383 roku założono biskupstwo w Permie, którego celem była chrystianizacja Jugry i pełniejsze podporządkowanie tego rejonu Moskwie. W 1465 roku Iwan III wysłał do Jugry ekspedycję zbrojną, która wymusiła na miejscowych władykach podporządkowanie się Moskwie i płacenie daniny w skórkach, tzw. jasaku.
W 1478 Wielkie Księstwo Moskiewskie zajęło Nowogród, a zarazem przejęło jego powiązania handlowe na wschodzie. Już w 1483 po szlakach wyznaczonych przez Nowogrodzian ruszyła pierwsza moskiewska wyprawa za Ural. Decydująca ekspansja w tym rejonie wymagała jednak wcześniejszego podporządkowania Moskwie chanatów tatarskich. Po tym jak w 1552 roku Iwan IV Groźny zdobył Chanat Kazański, a następnie podporządkował sobie Chanat Astrachański, władca chanatu syberyjskiego, Jediger, uznał Moskwę za potencjalnego protektora. Prowadził on wojnę domową z pretendentem do tronu, Kuczumem, w której przewagę powoli zyskiwał ten drugi. Ediger złożył w 1555 roku hołd Iwanowi IV i zobowiązał się do płacenia jasaku, ale nie otrzymał w zamian upragnionej pomocy. W 1563 roku został zamordowany, a jego miejsce zajął Kuczum. Wprawdzie nie próbował on zerwać więzów zależności względem Moskwy, ale nie przeszkadzało mu to w atakowaniu podległych Iwanowi IV Ostiaków.
Iwan IV nie reagował jednak na najazdy, które bezpośrednio nie dotykały jego ziem. Upadek chanatu syberyjskiego nastąpił na skutek wyprawy atamana kozackiego Jermaka Timofiejewicza, który był dowódcą wojsk prywatnych w służbie jednego z najbogatszych rodów kupieckich Rosji, Stroganowów. Nie jest jasne, czy podejmując w 1581 roku wyprawę na chanat syberyjski działał on na ich polecenie, czy też na własną rękę. Udało mu się zająć Sybir, stolicę chanatu, co początkowo spotkało się z wyraźną dezaprobatą Iwana IV. Po kilku latach Jermakowi udało się przekonać władcę, by uznał go za nowego płatnika jasaku. Zginął jednak w 1585 roku w walkach z Kuczumem, a ostatecznego podboju chanatu syberyjskiego dokonano już na polecenie moskiewskiego cara. W 1586 roku Rosjanie założyli pierwszą osadę na Syberii, Tiumeń, a w rok później umocniony ostróg Tobolsk. W 1598 ostatecznie pokonali Kuczuma, co otworzyło drogę do dalszej ekspansji na wschód. Całą krainę rozciągającą się od Uralu zaczęto określać mianem Syberii.

### Syberia w XVII wieku

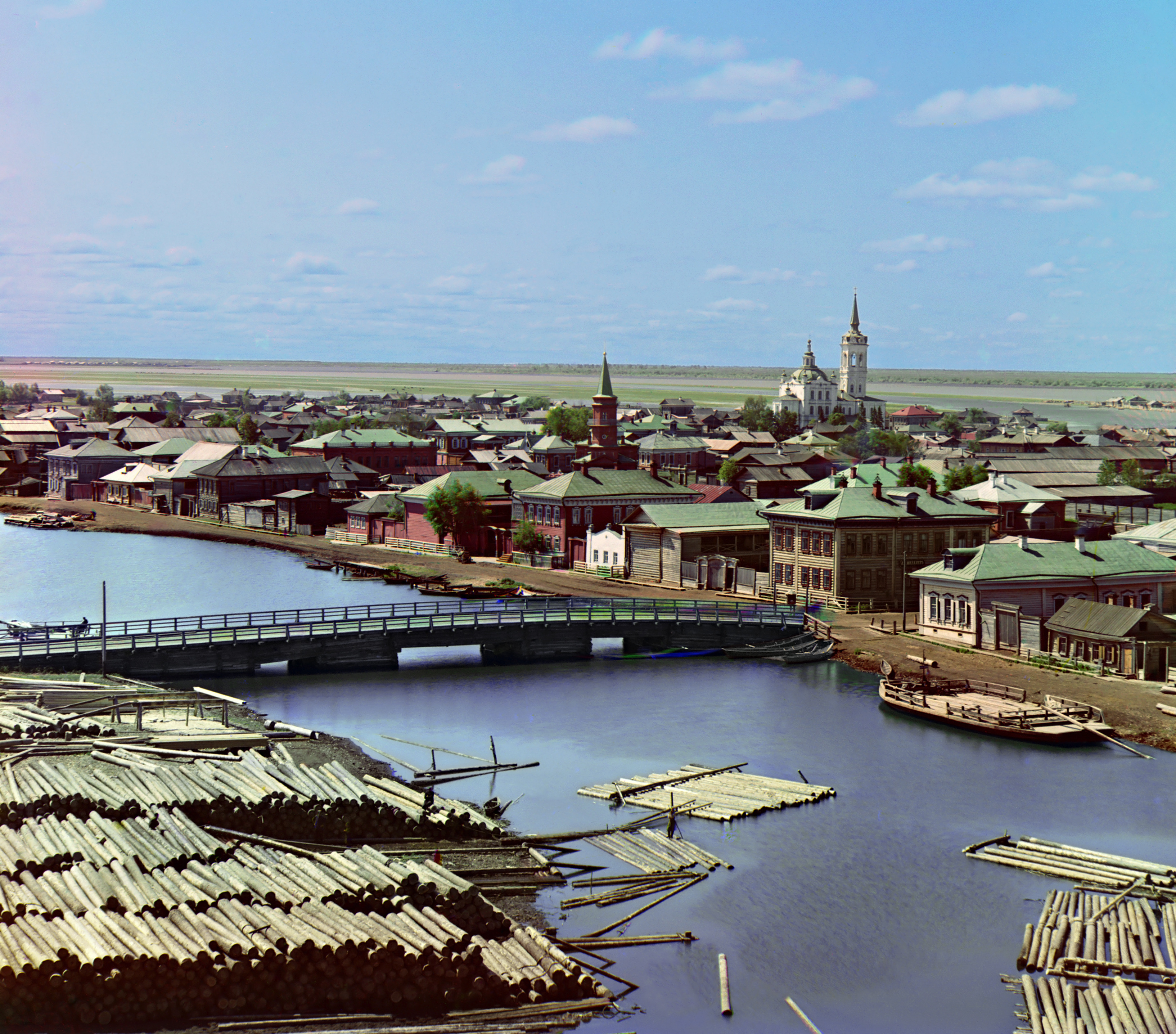
Tobolsk – jedno z najstarszych rosyjskich miast na Syberii (zdjęcie z początku XX w.)

Podboje prowadzone były w większości z inicjatywy prywatnej, przez kupców i grupy kozaków. Ich obowiązkami były uznawanie władzy cara i zbieranie jasaku od miejscowych plemion. Spontaniczna i w dużej części pozbawiona nadzoru państwa ekspansja pozwoliła jeszcze przed połową XVII wieku dotrzeć do brzegów Oceanu Spokojnego. Rosjanie kolonizowali kolejno ujścia wielkich rzek syberyjskich: Obu, Jeniseju i Leny. Ze względu na klimat główny prąd ekspansji przesuwał się przez Syberię południową. Tam też jednak najsilniejszy opór stawiały miejscowe ludy koczownicze: Kirgizi, Kałmucy i Buriaci.
W 1604 roku założono Tomsk nad Tomem, dopływem Obu, w 1619 Jenisejsk w środkowym biegu Jeniseju, a w 1632 Jakuck nad Leną. W XVII wieku to w tych 3 miastach znajdowały się siedziby wojewodów obwodowych. Siedzibą czwartego wojewody był Tobolsk, który stał się de facto stolicą Syberii. Rolą wojewodów było przede wszystkim dbanie o regularny pobór jasaku i przekazywanie go do Moskwy. Wojewoda tobolski dodatkowo sprawował zwierzchność nad moskiewskimi siłami zbrojnymi na Syberii i regulacją handlu. W Tobolsku od 1621 roku znajdowała się także siedziba arcybiskupstwa syberyjskiego.
Niższy stopień podziału terytorialnego Syberii stanowiły powiaty. W XVII wieku było ich 20. Nad całą Syberią jurysdykcję sprawował Prikaz Syberyjski utworzony w 1637 roku.
Do najważniejszych miast założonych w XVII wieku należały jeszcze Irkuck nad Bajkałem (1652) i Ochock nad morzem Ochockim (1649). Pod koniec wieku Władimir Atłasow odkrył Kamczatkę (1697).
W 1643 roku ruszyła pierwsza wyprawa nad Amur, dowodzona przez Jerofieja Chabarowa. W tym rejonie Moskwa weszła w kontakt z innym Imperium – Chinami dynastii Qing. Do pierwszych potyczek doszło w 1652, co jednak nie powstrzymało kozaków przed założeniem Nerczyńska w 1659 roku. Pierwszy poseł moskiewski do Chin, wysłany w 1656 roku, został potraktowany obcesowo i wrócił do Moskwy z niczym. Spór między mocarstwami zaostrzył się w latach 60., gdy renegat Nicefor Czernichowski na własną rękę odbudował twierdzę nad Amurem, Ałbazin, którą kilka lat wcześniej zniszczyli Chińczycy. Doprowadziło to do wojny, ostatecznie zakończonej dopiero w roku 1689 traktatem nerczyńskim. Moskwa, przymuszona chińską demonstracją siły, zgodziła się zrezygnować z żyznych terenów nad Amurem, a granica została przesunięta na rzekę Argun. Zgodnie z założeniami polityki chińskiej Nadamurze miało pozostać strefą buforową. W 1728 roku traktat ten został przypieczętowany w Kiachcie pokojem wieczystym.
Przez cały XVII wiek władza Moskwy nad Syberią była stosunkowo słaba, co prowadziło do częstych i krwawo tłumionych buntów. Ruchy wyzwoleńcze były szczególnie silne na początku wieku, w okresie wielkiej smuty. Również później, przez cały wiek XVIII buntowali się m.in. Koriacy i Czukcze. Pierwszym udało się wywalczyć pewne ustępstwa – władze moskiewskie przestały brać od nich zakładników (instytucja tzw. amanatu). Dodatkowo Koriacy mieli sami zbierać jasak i przekazywać go lokalnym władzom. Źródłami powstań były przede wszystkim: nadużycia przy pobieraniu jasaku, napady na autochtonów i niewolnictwo, wprawdzie formalnie zabronione w 1599 roku, ale jednak kwitnące. Specyficznym problemem we wczesnym okresie kolonizacji Syberii był brak kobiet, który prowadził do gwałtów i porwań, dokonywanych przez moskiewskich osadników wśród miejscowej ludności.
W XVII wieku Syberia stała się jednym z najbardziej dochodowych regionów Wielkiego Księstwa. Z jasaku budżet carski zyskiwał około 1/3 dochodów.

### Syberia w XVIII wieku

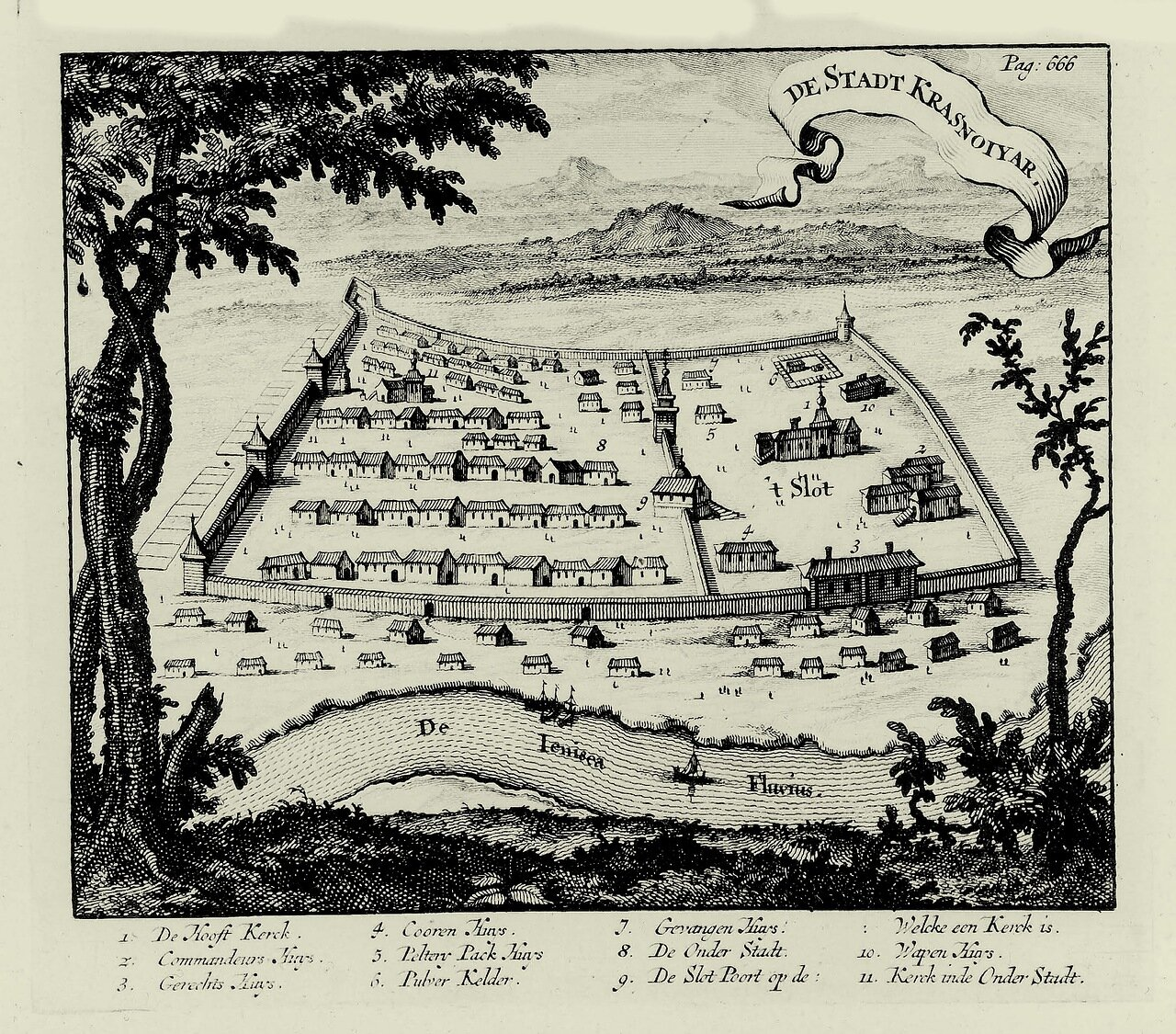
Krasnojarsk, rycina z 1733 r.

W XVIII wieku Rosja stopniowo umacniała swoją władzę na Syberii. W 1708 Piotr I Wielki przeprowadził reformę miejscowej administracji. Syberia objęta została jedną gubernią ze stolicą w Tobolsku i trzema prowincjami: Tobolską, Jenisejską i Irkucką. W 1764 utworzono drugą gubernię w Irkucku, co przypieczętowało coraz wyraźniejszy podział na Syberię wschodnią i zachodnią. W szczególnym stopniu odrębność Syberii podkreślała Katarzyna II, która utworzyła urząd generał-gubernatora cesarstwa syberyjskiego, ze stolicą w Tobolsku. Tę odrębność zniósł w 1796 roku car Paweł I.
Od czasów Piotra I władze w Petersburgu coraz większe znaczenie zaczęły przywiązywać do kwestii sprawnego kontaktu między metropolią i rozległymi terenami Syberii. W 1720 roku Piotr I nakazał budowę stacji pocztowych co 40 wiorst (43 km) na drodze z Moskwy do Irkucka. Projekt ten zakończono dopiero w latach 60. XVIII wieku. Od XVII wieku, a w istocie aż do schyłku XIX, podstawową formą transportu na Syberii był transport rzeczny. Pomiędzy poszczególnymi rzekami organizowano specjalne punkty przeciągania łodzi, nazywane przewłokami. Tam zwykle powstawały ostrogi, a następnie miasta. Na drodze z Tobolska do Pekinu, łodzie trzeba było przeciągać 7 razy, a podróż taka mogła trwać nawet 3 lata. Dla usprawnienia transportu w latach 60. XVIII wieku wybudowano trakt transportowy na Stepie Barabińskim, ale dopiero wiek XIX miał przynieść przełom w tej dziedzinie.

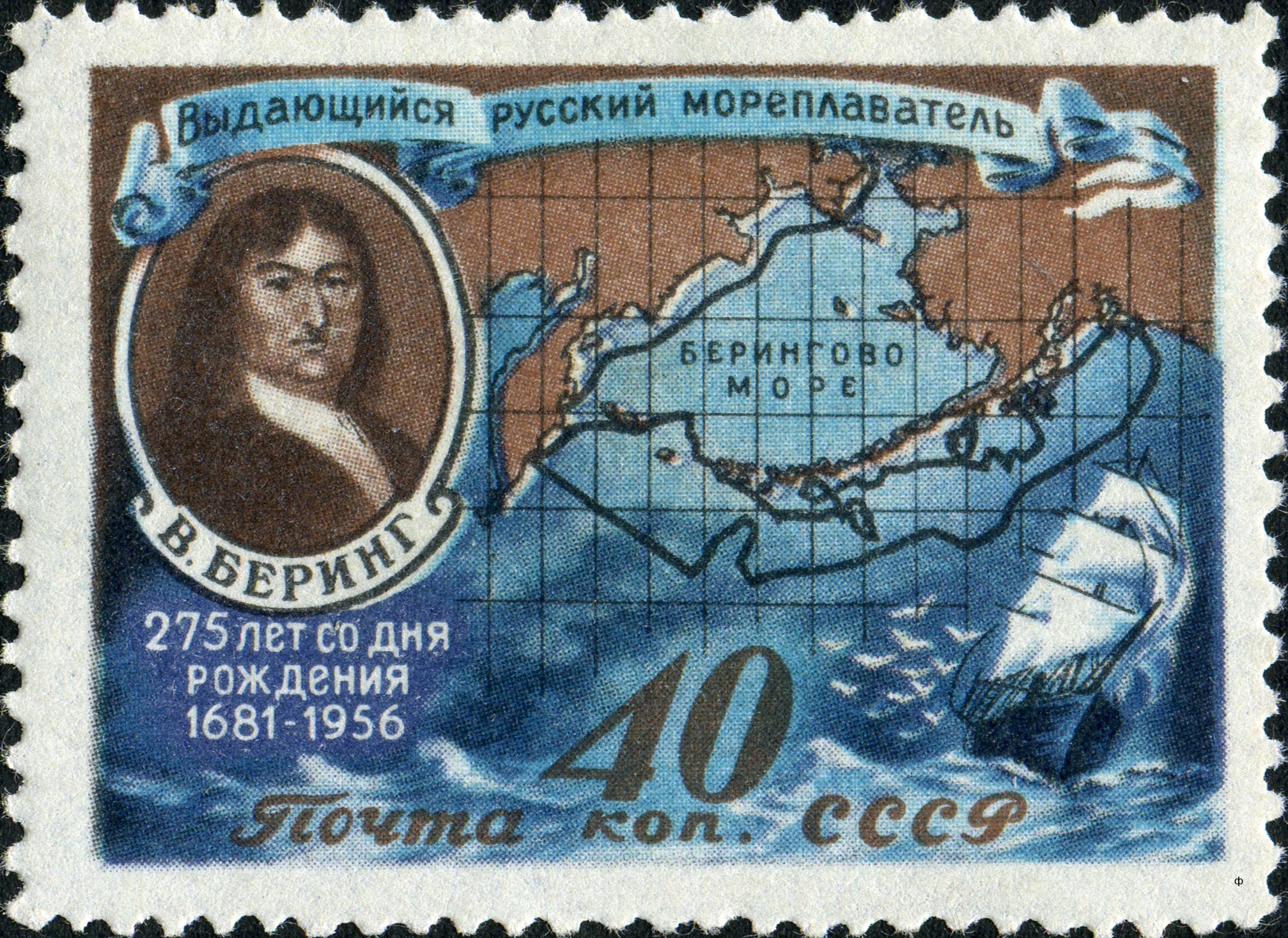
Vitus Bering – nawigator pochodzenia duńskiego w służbie rosyjskiej marynarki

Wraz ze stopniowym przetrzebianiem zwierzyny leśnej spadał dochód z jasaku, co stymulowało poszukiwania surowców naturalnych na Syberii. Przykładowo w 1716 roku, w toku Wielkiej Wojny Północnej, Piotr I wysłał ekspedycję w górę Irtysza w poszukiwaniu złota. Zakończyła się ona niepowodzeniem, ale nad rzeką założono twierdzę Omsk. Większe sukcesy odnoszono w poszukiwaniu rud żelaza i srebra. W latach 20. powstał ałtajski okręg przemysłowy założony przez Akinfa Demidowa, a następnie skonfiskowany przez państwo.
Spośród miast najszybciej rozwijał się Tobolsk, który w połowie XVIII wieku miał już 15 000 mieszkańców. Na Syberii wschodniej dominującą rolę od Jenisejska przejął Irkuck. Największe doroczne jarmarki syberyjskie odbywały się w Irbicie.
Pierwsza połowa XVIII wieku była okresem największych ekspedycji naukowych na Syberii, które pozwoliły poznać geografię, faunę, florę i ludność tej krainy. W 1716 roku swoją siedmioletnią misję badawczą na Syberii rozpoczął Gottlieb Messerschmidt, a w 1726 roku Vitus Bering podjął próbę odpowiedzi na pytanie, czy Azja łączy się z Ameryką. Ostatecznie zaprzeczył tej koncepcji podczas swojej drugiej wyprawy (1733–1734), kiedy też odkrył Wyspy Aleuckie, Wyspy Komandorskie, Kuryle i drogę do Japonii. Rok wcześniej Rosjanie dotarli do brzegów Alaski. W 1783 ekspansja rosyjska przekroczyła granice Azji, a Grigorij Szelichow założył osadę na Kodiaku, wyspie nieopodal Alaski.

### Syberia w XIX wieku
W XIX wieku doszło do znaczących zmian w gospodarce i zarządzaniu Syberią. W okresie rządów generał-gubernatora Pestla-Treskina skala nadużyć na Syberii stała się tak duża, że zmusiła władze w Petersburgu do interwencji. W 1822 roku wysłano Michaiła Sperańskiego, który najpierw przeprowadził kontrolę sytuacji, a następnie jako nowy generał-gubernator zreformował metody zarządzania Syberią. Wprowadzone zostały samorząd wiejski oraz rady doradcze, kontrolujące urzędników. Powstały dwa generałgubernatorstwa – dla wschodniej i zachodniej Syberii. Sperański znacznie zwiększył obciążenia autochtonicznych ludów osiadłych, jednocześnie zapewniając ludom koczowniczym pełną jurysdykcję nad swoimi wewnętrznymi sprawami. Dla zmniejszenia nadużyć wprowadzono możliwość opłacania jasaku w ekwiwalencie pieniężnym.

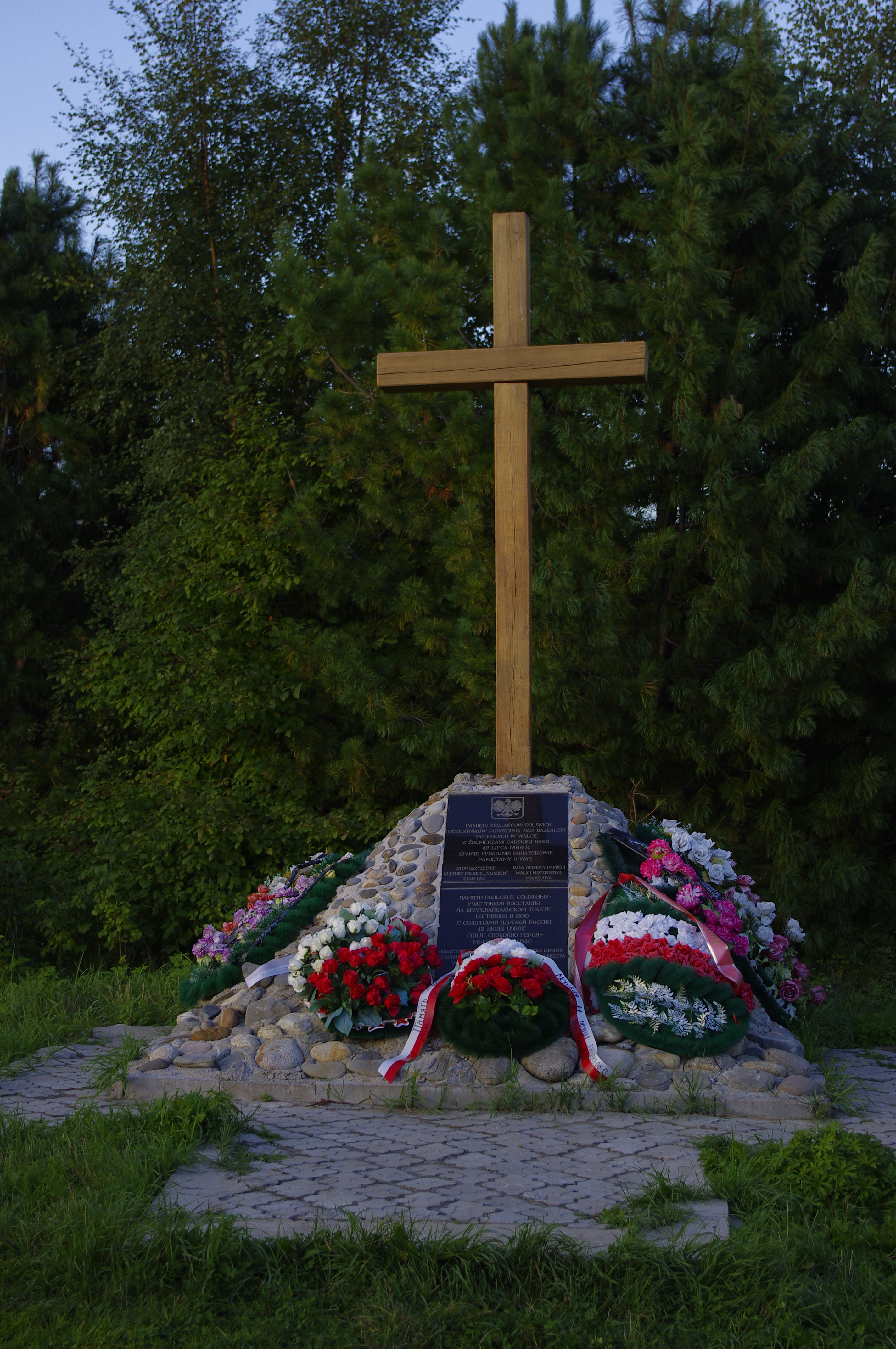
Krzyż upamiętniający bitwę Powstania Zabajkalskiego na brzegu Bajkału.

Najważniejszym odkryciem początku XIX wieku było znalezienie złóż złota. Odkrycie i początek wydobycia tego kruszcu przypada na 1827 r. w zachodniej Syberii, a w następnych dekadach odkrywano złoża w rejonach leżących coraz bardziej na wschód. Rosja szybko stała się największym producentem tego metalu, utrzymując się na pierwszej pozycji aż do czasu odkrycia bogatych złóż w Kalifornii i Australii. W 1812 zniesiono monopol władzy carskiej na wydobywanie metali szlachetnych. W 1870 ustalono natomiast, że każdy może wydobywać złoto, pod warunkiem sprzedawania go władzy, która zastrzegła sobie prawo przetopu.
W połowie XIX wieku Rosja ponownie podjęła próbę ekspansji nad Amur. Tym razem nie spotkała się z oporem ze strony osłabionych Chin. W 1858 roku zawarto dwa traktaty: w Ajgunie i Tiencinie. Granicą między państwami stał się Amur, a Rosja zyskała nowe przywileje handlowe. W 1860 roku zawarto traktat pekiński, w którym Rosja uzyskała dodatkowo kraj ussuryjski. Najważniejszym miastem rosyjskim w tym rejonie stał się Władywostok. W 1875 Rosja zawarła także traktat petersburski z Japonią. Uzyskała w nim Sachalin, Kuryle zaś miały należeć do Japonii.

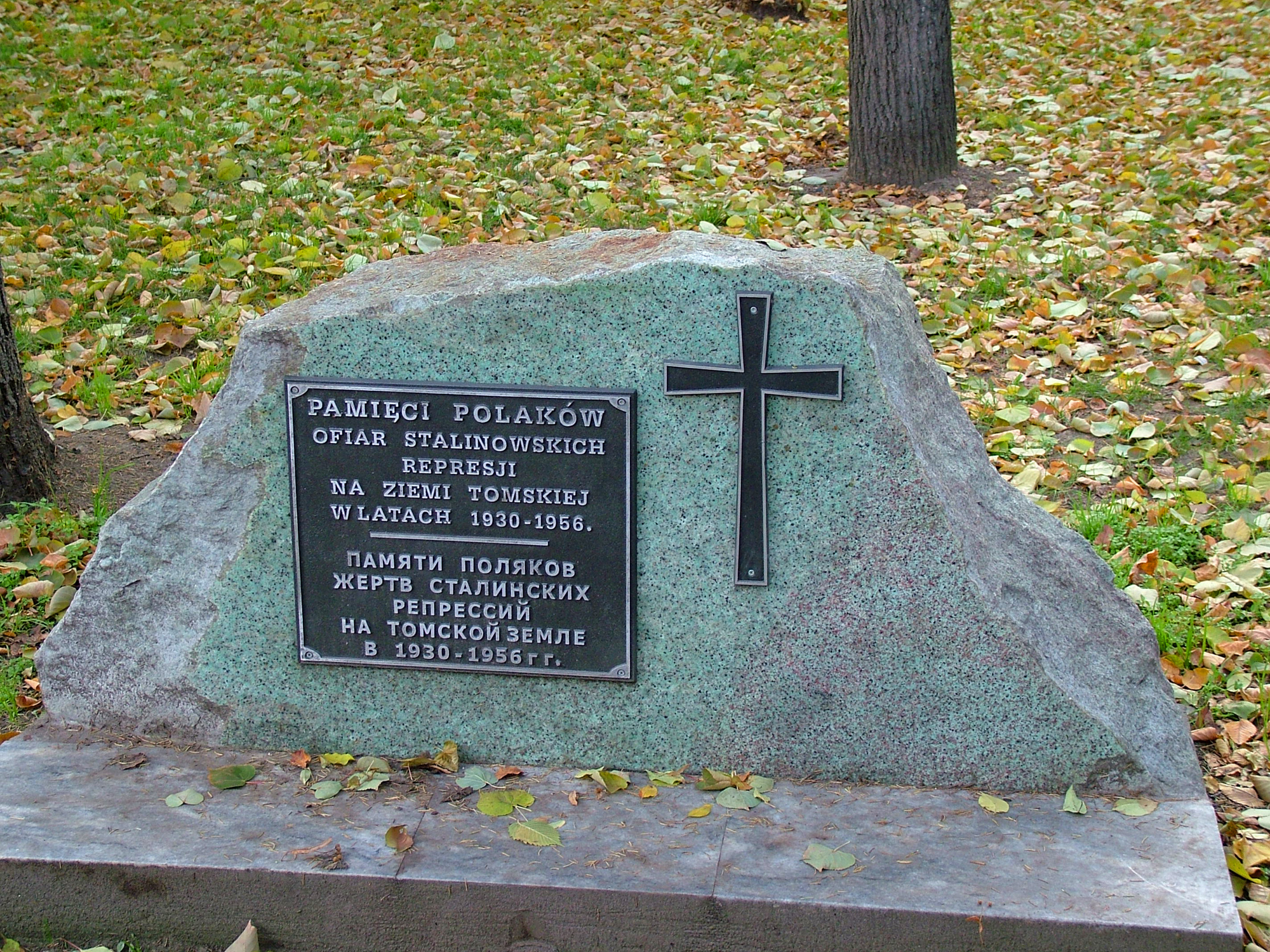
Pamięci Polaków Ofiar Stalinowskich Represji, Tomsk

W 1891 roku rozpoczęto największą inwestycję transportową w dotychczasowej historii Rosji: budowę rozważanej już od połowy wieku kolei transsyberyjskiej z Petersburga i Moskwy do Władywostoku. Budowę prowadzono w tempie do ponad 600 kilometrów rocznie, angażując w nią dziesiątki tysięcy robotników, w tym wielu zesłańców (zob. Sybiracy). Wprawdzie została zakończona dopiero w 1913 roku, ale już pod koniec XIX wieku doprowadziła do znacznego ożywienia w handlu na Syberii. Usprawniła też znacznie carski system zsyłek.

### Syberia w XX wieku

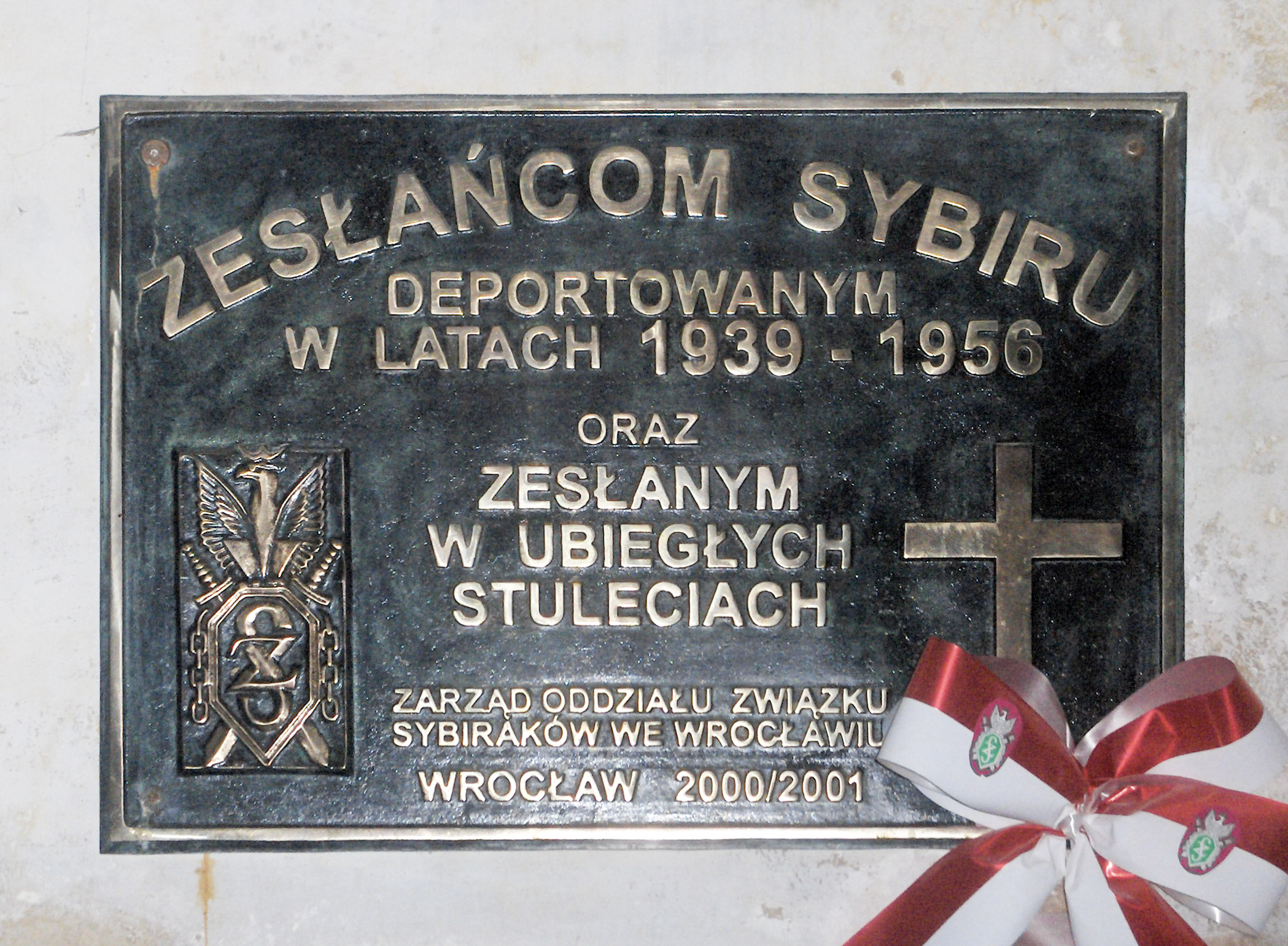
Tablica pamiątkowa poświęcona Zesłańcom Sybiru (bazylika św. Elżbiety we Wrocławiu).

Na początku XX wieku premier Piotr Stołypin wprowadził szereg reform, który doprowadził w latach 1906–1917 do masowej akcji osiedleńczej na Syberii. W tym czasie na wschodnich rubieżach Rosji dobrowolnie osiadło 3 mln ludzi pochodzących z przeludnionych europejskich regionów państwa. Stołypin zagwarantował chłopom dogodne warunki nabycia ziemi i tanie kredyty, dzięki czemu obszar użytków rolnych na Syberii podwoił się w tym okresie.
Syberia została utracona przez Rosję w okresie wojny domowej, a jej powrót w granice Związku Radzieckiego nastąpił w 1922 po wycofaniu wojsk interwentów.
Była ona istotnym elementem Generalnego Planu Wschodniego, gdyż reżim III Rzeszy planował wysiedlić na nią około 50 milionów Słowian. Po ataku Niemiec na ZSRR m.in. na zachodnią Syberię przebazowano znaczną część radzieckich ośrodków przemysłowych z zagrożonych obszarów.

## System zsyłek
Od początku liczną grupę osadników stanowili ludzie skazani na zesłanie, bądź katorgę. Było wśród nich wielu Polaków. Jednym z pierwszych znanych zesłańców z terenów Rzeczypospolitej był Adam Kamieński, autor najstarszego opisu Syberii w języku polskim. Często zesłańcy byli elitą wśród osadników i w sposób znaczący przyczyniali się do rozwoju Syberii. Spośród nich rekrutowało się też wielu badaczy np. Benedykt Dybowski, Bronisław Piłsudski, Aleksander Czekanowski czy Jan Czerski.

## Gospodarka
Początkowo gospodarka Syberii ograniczała się tylko do eksploatacji lasów, przemysłu futrzarskiego i wydobycia złota. Do dziś te gałęzie przemysłu są tam obecne. Dopiero w XX wieku gospodarcza rola Syberii bardzo wzrosła. Przyczynami były: wybudowanie Kolei Transsyberyjskiej oraz systematyczne badania geologiczne, które umożliwiły odkrycie wielkich i różnorodnych bogactw tej ziemi.

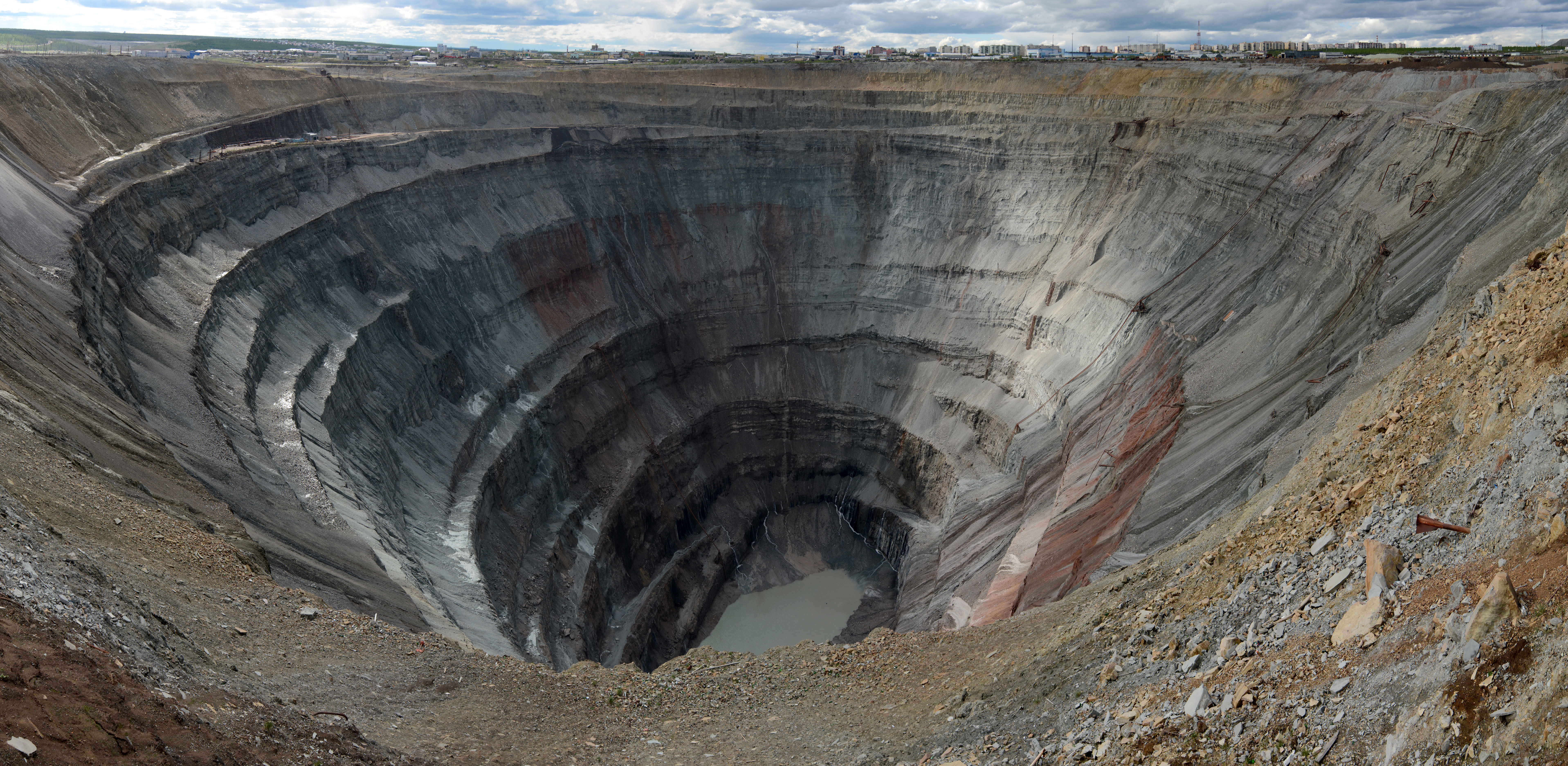
Kopalnia w Mirnym

W czasach ZSRR nastąpiło intensywne uprzemysłowienie, które doprowadziło do powstania m.in. Kuźnieckiego Okręgu Przemysłowego, Uralskiego Okręgu Przemysłowego, miast-centrów wydobycia surowców mineralnych (np. Norylsk, Mirny, Magnitogorsk), wybudowania elektrowni wodnych na Jeniseju i Angarze.
Aby ułatwić eksploatację wschodniej Syberii w latach 70. XX wieku wybudowano Bajkalsko-Amurską Magistralę Kolejową (BAM). Ponadto od lat 60. XX wieku Nizina Zachodniosyberyjska stała się ośrodkiem wydobycia ropy naftowej.

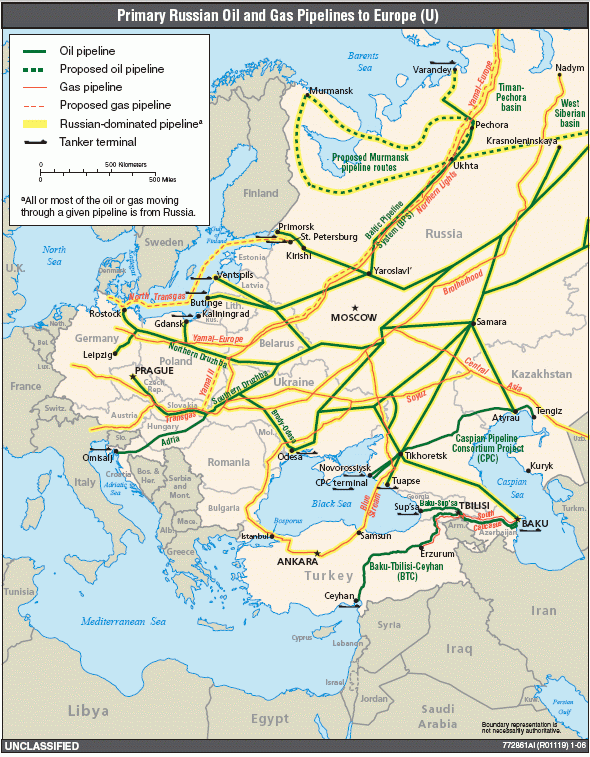
Rurociągi tranzytowe gazu do Europy

Lata 80. to początek eksploatacji na wielką skalę syberyjskich złóż gazu ziemnego (m.in. na półwyspie Jamał). Stanowią one około 30% światowych zapasów.
Oprócz wyżej wymienionych złóż na Syberii występują:
- złoto – Jakucja
- platyna – ujście Jeniseju, Norylsk
- aluminium – Norylsk
- diamenty – Mirny, Jakucja
- węgiel – Kuźnieckie Zagłębie Węglowe
- wolfram – Buriacja
- żelazo – Zagłębie Kuźnieckie
- miedź

Na Syberii ma miejsce 100% wydobycia rosyjskiego niklu i platyny, 98% diamentów, 85% złota, 90% gazu i 70% ropy.